# Metalicidad

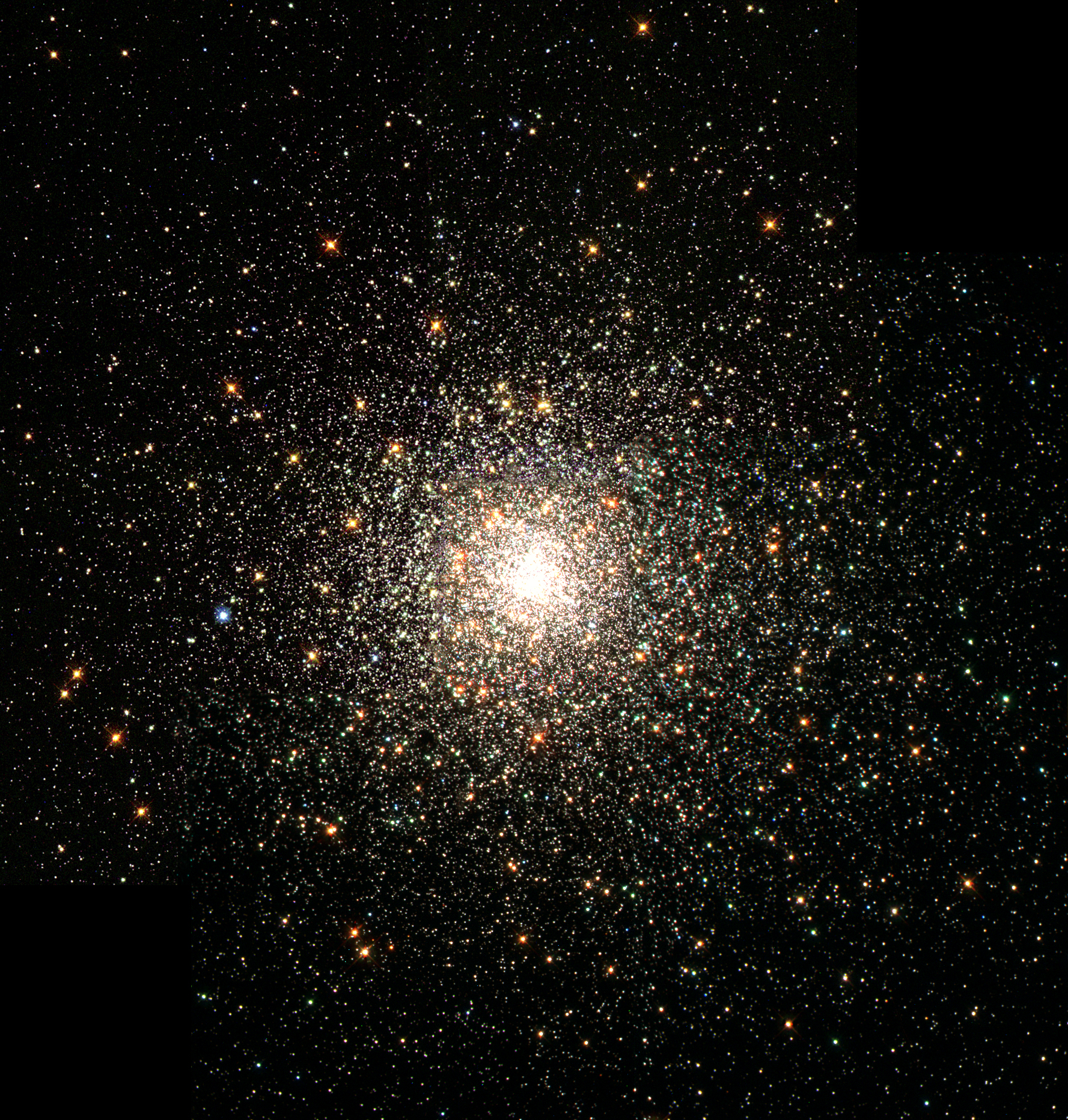
El cúmulo globular M80. Las estrellas en los cúmulos globulares en gran medida son miembros pobres en metales de Población II.

La metalicidad es el concepto astrofísico que se utiliza para describir la abundancia relativa de elementos más pesados que el helio en una estrella. Esos elementos reciben el nombre de metales independientemente de su posición en la tabla periódica.
La mayor parte de la materia física normal en el Universo es hidrógeno o helio, y los astrónomos usan la palabra "metales" como un término corto conveniente para "todos los elementos excepto hidrógeno y helio". Este uso de la palabra es distinto de la definición química o física convencional de un metal como un sólido eléctricamente conductor. Estrellas y nebulosas con abundancias relativamente altas de elementos más pesados se denominan "abundantes en metales" en términos astrofísicos, aunque muchos de esos elementos son no metales en química.
Las primeras estrellas que se formaron a partir del gas prístino que quedó después del Big Bang fueron muy masivas. Después de un tiempo de vida muy corto, estos co-llamados Las estrellas de la población III explotaron como supernovas, que luego proporcionaron los primeros metales al medio interestelar. Todas las generaciones posteriores de estrellas se formaron a partir de material químicamente enriquecido. Las estrellas pobres en metales que son observables hoy en día son Los objetos de la Población II y pertenecen a las generaciones estelares que se formaron a partir de gas de metalicidad distinta de cero. En sus atmósferas, estos objetos conservan información sobre la composición química de su nube de origen. Por lo tanto, proporcionan evidencia arqueológica de los primeros tiempos del Universo. En particular, el patrones de abundancia química proporcionan información detallada sobre la formación y evolución de los elementos y los procesos de nucleosíntesis implicados. Este conocimiento es invaluable para nuestra comprensión de la evolución química cósmica y el inicio de la formación de estrellas y galaxias. Las estrellas pobres en metales son las locales equivalente al Universo de alto corrimiento al rojo. Por lo tanto, también nos brindan restricciones observacionales sobre la naturaleza de las primeras estrellas y supernovas. Tal el conocimiento es invaluable para varios trabajos teóricos sobre el Universo primitivo.
La presencia de elementos más pesados proviene de la nucleosíntesis estelar, donde la mayoría de los elementos más pesados que el hidrógeno y el helio en el Universo (metales, en adelante) se forman en los núcleos de las estrellas a medida que evolucionan. Con el tiempo, los vientos estelares y las supernovas depositan los metales en el entorno circundante, enriqueciendo el medio interestelar y proporcionando materiales de reciclaje para el nacimiento de nuevas estrellas . De ello se deduce que las generaciones más viejas de estrellas, que se formaron en el Universo primitivo pobre en metales, generalmente tienen metalicidades más bajas que las de las generaciones más jóvenes, que se formaron en un Universo más rico en metales.
Los cambios observados en las abundancias químicas de diferentes tipos de estrellas, basados en las peculiaridades espectrales que luego se atribuyeron a la metalicidad, llevaron al astrónomo Walter Baade en 1944 a proponer la existencia de dos poblaciones diferentes de estrellas. Estas estrellas se conocieron comúnmente como Población I (abundantes en metales) y Población II (pobres en metales). En 1978 se introdujo una tercera población estelar, conocida como estrellas de Población III. Se teorizó que estas estrellas extremadamente pobres en metales fueron las estrellas "primogénitas" creadas en el Universo.
Espectroscópicamente es fácil medir la abundancia de elementos metálicos (en el sentido usual) en estrellas utilizando la profundidad de sus líneas de absorción. La abundancia de estos elementos se encuentra correlacionada con las abundancias de otros elementos más ligeros como carbono u oxígeno. En astrofísica, suelen denominarse por esta razón metales a todos los elementos más pesados que el helio. Dado que la fracción de elementos más pesados que el helio aumenta en función del tiempo cósmico, la metalicidad de una estrella está relacionada con el momento en que se formó, lo que permite deducir su edad o la zona de la galaxia donde nació. En el caso de la Vía Láctea la metalicidad decrece dentro del disco a medida que nos alejamos del centro, así mismo decae más rápidamente aún si nos salimos del disco en la dirección perpendicular al plano galáctico.

## Métodos de expresión de la metalicidad
Los astrónomos utilizan varios métodos diferentes para describir y aproximar las abundancias de metales, dependiendo de las herramientas disponibles y del objeto de interés. Algunos métodos incluyen la determinación de la fracción de masa que se atribuye al gas frente a los metales, o la medición de las proporciones del número de átomos de dos elementos diferentes en comparación con las proporciones encontradas en el Sol.

### Fracción de masa
La composición estelar suele definirse simplemente por los parámetros X, Y y Z. Donde:
X {\displaystyle \rightarrow } Fracción de masa del Hidrógeno
Y {\displaystyle \rightarrow } Fracción de masa del Helio
Z {\displaystyle \rightarrow } Fracción de masa de todos los elementos químicos restantes
Se verifica: {\displaystyle X+Y+Z=1}
Composición primordial: X=0,76 Y=0,24 Z=0,00
Composición solar: X=0,70 Y=0,28 Z=0,02
Nótese que la metalicidad también se puede expresar en fracciones de número de átomos, en cuyo caso se obtienen valores mayores para el H y menores para el helio y los metales.
En la mayoría de las estrellas, nebulosas, regiones H II y otras fuentes astronómicas, el hidrógeno y el helio son los dos elementos dominantes. La fracción de masa de hidrógeno se expresa generalmente como {\displaystyle X\equiv m_{\text{H}}/M}, donde {\displaystyle M} es la masa total del sistema, y {\displaystyle m_{\text{H}}} es la masa del hidrógeno que contiene. Del mismo modo, la fracción de masa del helio se denota como {\displaystyle Y\equiv m_{\text{He}}/M}. El resto de los elementos se denominan colectivamente "metales", y la metalicidad -la fracción de masa de los elementos más pesados que el helio- puede calcularse como
{\displaystyle Z=\sum _{i>{\text{He}}}{\frac {m_{i}}{M}}=1-X-Y.}
Para la superficie del Sol, se mide que estos parámetros tienen los siguientes valores:
| Descripción Valor solar                                         |
| --------------------------------------------------------------- |
| Fracción de masa de hidrógeno                                   |
| Fracción de masa de helio: {\displaystyle Y_{t}ext{sun}=0.2485} |
| Metalicidad: {\displaystyle Z_{t}ext{sun}=0.0134}               |

Debido a los efectos de la evolución estelar, ni la composición inicial ni la composición actual de la masa del Sol es la misma que su composición superficial actual.

### Relaciones de abundancia química
Relación con la abundancia en el Sol
Frecuentemente la metalicidad se expresa utilizando como patrón la abundancia de elementos metálicos del Sol. Esta medida no es de carácter absoluto sino relativa. Las líneas de absorción que se comparan son las del hidrógeno con las del hierro. La metalicidad del Sol es de un 1,6 % en masa. El índice de metalicidad se expresa como [Fe/H] que representa el logaritmo del cociente entre la abundancia de metales en la estrella y la abundancia solar. Esta es su fórmula:
donde ab es la abundancia de hierro (Fe) o hidrógeno (H) según el caso.
El índice de metalicidad del Sol será {\displaystyle [Fe/H]=0}. Los objetos más pobres en metales que el Sol tienen un índice de metalicidad negativo y los más ricos tienen un índice positivo. Como la escala es logarítmica, una metalicidad de "-1" equivaldrá a una abundancia diez veces menor a la del Sol y un índice de valor "+1" a una abundancia diez veces mayor.
Relación con la abundancia de hidrógeno o hierro
La metalicidad estelar global se define convencionalmente utilizando el contenido total de hidrógeno, ya que se considera que su abundancia es relativamente constante en el Universo, o el contenido de hierro de la estrella, cuya abundancia suele ser linealmente creciente en el Universo. El hierro también es relativamente fácil de medir con observaciones espectrales en el espectro de la estrella dado el gran número de líneas de hierro en el espectro de la estrella (aunque el oxígeno es el elemento pesado más abundante - ver metalicidades en regiones HII más abajo). La relación de abundancia es el logaritmo común de la relación de la abundancia de hierro de una estrella comparada con la del Sol y se calcula así:
{\displaystyle [{\text{Fe}}/{\text{H}}]=\log _{10}{\left({\frac {N_{\text{Fe}}}{N_{\text{H}}}}\right)_{\text{estrella}}}-\log _{10}{\left({\frac {N_{\text{Fe}}}{N_{\text{H}}}}\right)_{\text{sol}}},}
donde {\displaystyle N_{\text{Fe}}} y {\displaystyle N_{\text{H}}} son los números de átomos de hierro e hidrógeno por unidad de volumen respectivamente. La unidad que se utiliza a menudo para metalicidad es el dex, contracción de "exponente decimal".

### Colores fotométricos
Los astrónomos pueden estimar las metalicidades mediante sistemas medidos y calibrados que correlacionan medidas fotométricas y medidas espectroscópicas (véase también Espectrofotometría). Por ejemplo, el Filtros UVB de Johnson puede utilizarse para detectar un ultravioleta (UV) en las estrellas, donde un menor exceso de UV indica una mayor presencia de metales que absorben la radiación UV, haciendo que la estrella parezca más "roja". El exceso de UV, δ(U-B), se define como la diferencia entre las bandas U y B de una estrella magnitudes, en comparación con la diferencia entre las magnitudes de las bandas U y B de las estrellas ricas en metales del cúmulo de Híades. Desgraciadamente, δ(U-B) es sensible tanto a la metalicidad como a la temperatura: si dos estrellas son igualmente ricas en metales, pero una es más fría que la otra, es probable que tengan valores de δ(U-B) diferentes (véase también Blanketing effect). Para ayudar a mitigar esta degeneración, el color de una estrella puede utilizarse como indicador de la temperatura. Además, el exceso de UV y el color B-V pueden corregirse para relacionar el valor de δ(U-B) con las abundancias de hierro.

## Metalicidades de diversos objetos astrofísicos

### Estrellas
A una masa y edad dadas, una estrella pobre en metal será ligeramente más caliente. Las metalicidades de las estrellas de la Población II son aproximadamente de 1/1000 a 1/10 de la del Sol ([Z/H] = -3,0 a -1,0), pero el grupo parece más frío que el de la Población I en general, ya que las estrellas pesadas de la Población II murieron hace tiempo. Por encima de 40 masas solares, la metalicidad influye en cómo morirá una estrella: fuera de la ventana de inestabilidad de pares, las estrellas de metalicidad más baja colapsarán directamente en un agujero negro, mientras que las estrellas de metalicidad más alta sufren una supernova de tipo Ib/c y pueden dejar una estrella de neutrones.

#### Relación entre la metalicidad estelar y los planetas
La medición de la metalicidad de una estrella es un parámetro que ayuda a determinar si una estrella puede tener un planeta gigante, ya que existe una correlación directa entre la metalicidad y la presencia de un planeta gigante. Las mediciones han demostrado la conexión entre la metalicidad de una estrella y los planetas gigantes gaseosos, como Júpiter y Saturno. Cuantos más metales haya en una estrella y, por tanto, en su sistema planetario y disco protoplanetario, más probable es que el sistema tenga planetas gigantes gaseosos. Los modelos actuales muestran que la metalicidad junto con la temperatura correcta del sistema planetario y la distancia a la estrella son claves para la formación de planetas y planetesimales. Para dos estrellas de igual edad y masa pero diferente metalicidad, la estrella menos metálica es más azul. Entre las estrellas del mismo color, las menos metálicas emiten más radiación ultravioleta. Se utiliza como referencia el Sol, con ocho planetas y cinco planetas enanos conocidos, con un [Fe/H] de 0,00.

### Galaxias
En noviembre de 2022, los astrónomos descubrieron con el telescopio espacial Hubble una de las galaxias más pobres en metal que se conocen. Esta galaxia enana cercana, situada a 20 millones de ly y de 1200 ly de diámetro, se llama HIPASS J1131-31 (apodada la galaxia "Peekaboo"). Según uno de los astrónomos, "debido a la proximidad de Peekaboo a nosotros, podemos realizar observaciones detalladas, abriendo posibilidades de ver un entorno parecido al universo primitivo con un detalle sin precedentes"